# Birioussa
La Birioussa (en russe : Бирюса) encore appelée Ona, est une rivière de Russie qui coule dans l'oblast d'Irkoutsk et le krai de Krasnoïarsk, en Sibérie orientale. Elle est avec la Tchouna, l'une des deux rivières dont l'union donne naissance à la Tasseïeva, dont elle est la composante gauche. C'est donc un sous-affluent de l'Ienisseï par la Tasseïeva, puis par l'Angara.

## Géographie
La Birioussa naît sur le versant septentrional des monts Saïan orientaux, en Tofalarie, et prend peu après la direction du nord. Aux environs de la mi-parcours, quelques kilomètres après avoir baigné la ville de Birioussinsk, son cours s'incurve vers l'oust-nord-ouest. Elle finit son parcours en s'unissant à la Tchouna venue de droite pour former la Tasseïeva. 
Habituellement, la rivière est gelée à partir de novembre, jusqu'au mois d'avril.

## Affluents
Les principaux affluents de la Birioussa sont :
- Rive gauche : 
  - le Tagoul
  - le Toumanchet
  - la Poïma
- Rive droite :
  - la Malaïa Birioussa
  - le Toporok

## Villes traversées
- Birioussinsk

## Hydrométrie - Les débits à Fedino
La Birioussa est un cours d'eau assez abondant. Son débit a été observé pendant 44 ans (1937-1980) à Fedino, localité située à quelque 105 kilomètres de son confluent avec la Tchouna. 
À Fedino, le débit inter annuel moyen ou module observé sur cette période était de 350 m3/s pour une surface prise en compte de 51 000 km2, soit plus ou moins 93 % de la totalité du bassin versant de la rivière qui en compte 55 800.
La lame d'eau écoulée dans cette partie du bassin - de loin la plus importante - atteint le chiffre de 216 millimètres par an, ce qui peut être considéré comme satisfaisant, et résulte notamment des précipitations assez fournies arrosant les monts Saïan dans la région supérieure de son bassin.
Rivière alimentée en partie par la fonte des neiges, mais aussi par d'abondantes précipitations estivales, la Birioussa est un cours d'eau de régime nivo-pluvial. 
Les hautes eaux se déroulent au printemps, aux mois de mai et de juin, ce qui correspond au dégel et à la fonte des neiges. Au mois de juillet, le débit baisse mais modérément, puis se stabilise à un niveau élevé pendant le reste de l'été et le début de l'automne.
Dès la fin du mois de septembre et surtout en octobre et novembre, le débit de la rivière chute, ce qui mène à la période des basses eaux. Celle-ci a lieu de novembre à mars inclus et correspond aux gels de l'hiver qui s'abattent sur toute la Sibérie. 
Le débit moyen mensuel observé en mars (minimum d'étiage) est de 54,1 m3/s, soit près de 5,5 % du débit moyen du mois de mai, maximum de l'année (1 029 m3/s), ce qui souligne une amplitude des variations saisonnières assez modérée, du moins dans le contexte des cours d'eau sibériens, caractérisés par des écarts saisonniers souvent plus importants. Ces écarts peuvent être cependant plus élevés selon les années : sur la durée d'observation de 44 ans, le débit mensuel minimal a été de 32,8 m3/s en mars 1957, tandis que le débit mensuel maximal s'élevait à 2 070 m3/s en mai 1966, soit un débit mensuel presque équivalent au module du Rhin en fin de parcours.
En ne considérant que la période estivale, la seule vraiment importante car libre de glaces (de mai à octobre inclus), le débit mensuel minimal observé a été de 172 m3/s en octobre 1943, ce qui restait fort confortable.